# Аббасов, Мирабдулла Мирявер оглы
Мирабдулла Мирявер оглы Аббасов (азерб. Mirabdulla Miryavər oglu Abbasov; род. 27 апреля 1995[…], Баку) — азербайджанский футболист, нападающий клуба «Сабаил». Выступал в сборной Азербайджана.

## Биография

### Клубная карьера
Начинал заниматься футболом в секции стадиона «Шафа» вместе с братом Мирсахибом у тренера Романа Джафарова, но вскоре перешёл в школу клуба «Нефтчи», где занимался около десяти лет у тренера Ислама Керимова. В основной команде «Нефтчи» дебютировал 10 августа 2014 года в матче чемпионата Азербайджана против «Араза». В первые годы не мог пробиться в состав команды, сыграв за полтора сезона лишь 4 матча в чемпионате страны и одну игру в Лиге Европы.
Весной 2016 года был отдан в аренду в клуб «Даугавпилс», за полсезона сыграл 7 матчей в чемпионате Латвии, а команда стала аутсайдером турнира. Летом 2016 года отдан в аренду в «Сумгаит», провёл в команде полноценный сезон и с 8 голами занял четвёртое место в споре бомбардиров высшего дивизиона (при этом стал лучшим снайпером своего клуба).
В 2017 году вернулся в основу «Нефтчи», в его составе стал бронзовым призёром чемпионата Азербайджана 2017/18, и серебряным — в сезоне 2018/19. В споре бомбардиров сезона 2018/19 занял шестое место (7 голов). В 2018 году был признан футболистом года в Азербайджане. Однако летом 2019 года был отдан в полугодичную аренду в «Сабаил». В начале 2020 года вернулся в «Нефтчи», но сезон был прерван из-за пандемии коронавируса и футболист успел сыграть только 3 матча.

### Карьера в сборной
В 2017 году в составе олимпийской сборной Азербайджана (до 23 лет) стал победителем Игр исламской солидарности, проходивших в Азербайджане.
В национальной сборной Азербайджана дебютировал 17 ноября 2018 года в матче Лиги наций против Фарерских островов.

## Достижения
- Серебряный призёр чемпионата Азербайджана: 2018/19
- Бронзовый призёр чемпионата Азербайджана: 2017/18
- Футболист года в Азербайджане: 2018

## Семья
Брат Мирсахиб (род. 1993) также футболист.